# 克里斯·比思
克里斯·比思（英語：Chris Beath，1984年11月17日—），全名克里斯托弗·詹姆斯·比思（Christopher James Beath），澳大利亚足球裁判。
比思2008年开始执法澳大利亚顶级赛事澳大利亞職業足球聯賽，2011年入选FIFA国际裁判。2015年2月28日，比思在帕拉马塔体育场执法了西悉尼流浪者足球俱樂部与悉尼足球俱乐部的悉尼德比，这是他第100次执法澳大利亞職業足球聯賽，他由此成为第五位执法澳大利亚職業联赛达到100场的主裁判。2015年9月，比思与賈里德·吉勒特、本·威廉姆斯三人成为澳大利亚首批全职足球裁判。此前，他的职业是财务主管。
作为国际裁判，比思参与执法了在澳大利亚举办的2015年亞足聯亞洲盃，吹罚了2015年1月15日小组赛巴林1比2不敌阿联酋的比赛。比思自2014年起执法亚洲冠军联赛，曾在2015年10月21日执法亚冠联赛半决赛大阪钢巴0比0战平广州恒大的比赛。
2015年4月，日本足球协会邀请比思和另一名澳大利亚裁判賈里德·吉勒特赴日本参加交换项目，执法日本顶级联赛日本職業足球甲級聯賽。2018年3月31日，比思受邀执法了2018年中超联赛第4轮的关键比赛北京德比，最终比赛结果北京中赫国安主场4比0击败北京人和。